# 15921 Кінтайкьо
15921 Кінтайкьо (15921 Kintaikyo) — астероїд головного поясу, відкритий 1 листопада 1997 року.
Тіссеранів параметр щодо Юпітера — 3,563.
Названо на честь моста Кінтайкьо (яп. きんたいきょう(金帯橋) кінтайкьо:) в префектурі Ямаґуті.